# Inah Canabarro Lucas
Inah Canabarro Lucas   (São Francisco de Assis, 8 de juny de 1908 - Porto Alegre, 30 d'abril de 2025), també coneguda com Irmã Inah, va ser una monja, professora i supercentenaria brasilera coneguda per ser la persona viva més longeva del món en la seva època.

## Biografia
Inah Canabarro Lucas va néixer a São Francisco d'Assis, Estats Units del Brasil el 8 de juny de 1908 tot i que ella assegura haver nascut el 27 de maig d'aquest any. Va ser una dels 7 fills de Joao Antonio Lucas i Mariana Canabarro Lucas, pel costat matern és besnéta del militar brasiler David Canabarro. El seu germà menor, Rube Canabarro Lucas (1909-1987) també va ser militar. El seu pare va morir el 4 de juliol de 1923 mentre combatia com a voluntari contra el llavors governador de Rio Grande do Sul, Borges de Medeiros, això en el context de la Revolució brasilera del 1923.
Va estudiar a l'internat Santa Teresa de Jesús, a Santana do Livramento i el 1928 es va traslladar a Uruguai on es va fer novícia i després monja. Dos anys després va tornar al Brasil per fer classes de portuguès i matemàtiques en una escola del barri de Rio de Janeiro de Tijuca. A principis dels anys 1940 va tornar a Santana do Livramento per continuar el seu treball com a professora.
El maig de 2022, prop del seu 114 aniversari, va ser internada en l'hospital Mãe de Deus, a Porto Alegre, on va ser donada d'alta el mes següent. El 27 de juliol de 2022 va rebre el títol d'immortal per l'Acadèmia de Lletres de Rio Grande do Sul, títol ofert a personalitats de reconegut valor intel·lectual que donin suport, encoratgin o promoguin l'avenç de l'associació i la comunitat lusobrasilera.

## Longevitat
El 16 d'octubre del 2017, amb 109 anys i 130 dies es va convertir en la monja viva més longeva del Brasil després de la mort de la també brasilera Luzia Morhs.
El 27 de maig de 2018 va celebrar el seu 110è aniversari a la Casa Provincial Santa Teresa de Jesús a Porto Alegre, i va rebre un missatge del papa Francesc felicitant-la per haver-hi aconseguit aquesta edat.
El 6 d'agost de 2022, amb 114 anys i 59 dies, el Gerontology Research Group va validar la seva edat, i el 29 de desembre del 2024 ocupava el primer lloc com la persona viva més longeva del món.